# Liberty (Town, Vernon County)
Die Town of Liberty ist eine von 21 Towns im Vernon County im US-amerikanischen Bundesstaat Wisconsin. Im Jahr 2010 hatte die Town of Liberty 252 Einwohner.
Town hat in Wisconsin eine grundlegend andere Bedeutung, als im übrigen englischsprachigen Bereich. Vielmehr entspricht sie den in den anderen US-Bundesstaaten üblichen Townships, die nach dem County die nächstkleinere Verwaltungseinheit bilden.

## Geografie
Die Town of Liberty liegt im Südwesten Wisconsins und wird im äußersten Südosten vom Kickapoo River durchflossen, einem rechten Nebenfluss des in den Mississippi mündenden Wisconsin River. Der am Mississippi gelegene Schnittpunkt der drei Bundesstaaten Minnesota, Iowa und Wisconsin befindet sich rund 50 km westlich.
Die Town of Liberty liegt in der Driftless Area genannten eiszeitlich geformten Region, die sich über das südöstliche Minnesota, das südwestliche Wisconsin, das nordöstliche Iowa und das äußerste nordwestliche Illinois erstreckt. Bei der letzten Eiszeit, der so genannten Wisconsin Glaciation, blieb die Region eisfrei, sodass sich die Flusstäler auch während dieser Zeit tiefer in das Plateau einschneiden konnten.
Die geografischen Koordinaten des Zentrums der Town of Liberty sind 43°31′43″ nördlicher Breite und 90°44′10″ westlicher Länge. Sie erstreckt sich über eine Fläche von 59,7 km².
Die Town of Liberty liegt im südöstlichen Zentrum des Vernon County und grenzt an folgende Nachbartowns und selbstständige Gemeinden:
|                 | Town of Webster                             | Town of Stark                                     |
| Town of Viroqua | Kompassrose, die auf Nachbargemeinden zeigt | Town of Forest (Richland County) Village of Viola |
|                 | Town of Kickapoo                            | Town of Silvan (Richland County)                  |

## Verkehr
Der Wisconsin State Highway 56 führt in West-Ost-Richtung durch die Town of Liberty. Daneben führen noch die County Highways S und SS durch das Gebiet der Town. Alle weiteren Straßen sind untergeordnete Landstraßen, teils unbefestigte Fahrwege sowie innerörtliche Verbindungsstraßen.
Die nächsten Flughäfen sind der La Crosse Regional Airport (rund 75 km nordwestlich), der Rochester International Airport in Rochester, Minnesota (rund 185 km westnordwestlich) und der Dane County Regional Airport in Wisconsins Hauptstadt Madison (rund 150 km südsüdöstlich).

## Bevölkerung
Nach der Volkszählung im Jahr 2010 lebten in der Town of Liberty 252 Menschen in 101 Haushalten. Die Bevölkerungsdichte betrug 4,2 Einwohner pro Quadratkilometer. In den 101 Haushalten lebten statistisch je 2,5 Personen.
Ethnisch betrachtet bestand die Bevölkerung mit vier Ausnahmen nur aus Weißen. Unabhängig von der ethnischen Zugehörigkeit waren 0,4 Prozent (eine Person) der Bevölkerung spanischer oder lateinamerikanischer Abstammung.
24,2 Prozent der Bevölkerung waren unter 18 Jahre alt, 61,5 Prozent waren zwischen 18 und 64 und 14,3 Prozent waren 65 Jahre oder älter. 48,4 Prozent der Bevölkerung war weiblich.
Das mittlere jährliche Einkommen eines Haushalts lag bei 72.159 USD. Das Pro-Kopf-Einkommen betrug 23.963 USD. 20,7 Prozent der Einwohner lebten unterhalb der Armutsgrenze.

## Ortschaften in der Town of Liberty
Neben Streubesiedlung existieren in der Town of Liberty noch folgende gemeindefreie Siedlungen:
- Liberty
- Ross